# Polsterhof
Polsterhof ist ein Gemeindeteil der Gemeinde Westerngrund im unterfränkischen Landkreis Aschaffenburg in Bayern.

## Geographie
Der Weiler liegt zwischen Ober- und Unterwestern in einem Seitental des Westerbaches auf 255 m ü. NHN Der Weiler befindet sich am Fuße des Wingertsberges (301 m) auf der Gemarkung von Oberwestern.

## Name
Im Volksmund wird der Polsterhof auch „Bolzert“ genannt. Vermutlich leitet sich der Name vom Personennamen Balthasar ab.

## Geschichte
Einst war das historische Anwesen im Besitz der Familien Groschlag und Küchmeister. Der alte Bauernhof bestand aus drei Häusern. Von ihm ist heute nichts mehr vorhanden. Der Betrieb wurde weiter vergrößert, mechanisiert und umgebaut. Heute wird auf dem Hof eine Mutterkuhhaltung mit etwa 50 Kühen betrieben.